# 大菱鮃
大菱鮃（學名：Scophthalmus maximus）又称瘤棘鲆、欧洲比目鱼，也根据其英文名“turbot”音译为多宝鱼，是菱鮃科、菱鮃屬的一种大型比目鱼，属肉食性海洋底栖鱼类。原產於北大西洋、地中海及黑海，也生活在这些海域与河湖交汇处的鹹淡水中，主要栖息于20–70米深、沙石底質的底層水域，以其他魚類和甲殼類、貝類等為食。身體近乎圓形，无鳞片，眼睛側邊有瘤，成鱼可達75厘米长、25千克重。繁殖期在4–8月間。是名貴的食用魚，適合以清蒸、火烤、油炸等方式食用，也可作為觀賞魚。中國于1992年從英国引進种苗，在山东、福建等水溫較低的地區養殖。1999年中国水产科学研究院黄海水产研究所研究员雷霁霖等攻克了大菱鮃的育苗技术，创建了符合中国国情的“温室大棚＋深井海水”工厂化养殖模式。

## 外部連結
- 维基共享资源上的相關多媒體資源：大菱鮃
- 維基物種上的相關：大菱鮃